# Campionati del mondo di ciclismo su strada 2010
I Campionati del mondo di ciclismo su strada 2010 (en.: 2010 UCI Road World Championships) si sono svolti a Melbourne e Geelong, in Australia, tra il 29 settembre ed il 3 ottobre 2010.

## Eventi

### Cronometro individuali
Mercoledì 29 settembre
- Uomini Under 23 – 31,800 km
- Donne Elite – 22,700 km

Giovedì 30 settembre
- Uomini Elite – 45,400 km

### Corsa in linea
Venerdì 1º ottobre
- Under 23 – 159 km

Sabato 2 ottobre
- Donne Elite – 127,200 km

Domenica 3 ottobre
- Uomini Elite – 259,900 km

## Medagliere
| Pos.   | Nazione       | Oro | Argento | Bronzo | Totale |
| ------ | ------------- | --- | ------- | ------ | ------ |
| 1      | Australia     | 1   | 1       | 1      | 3      |
| 2      | Regno Unito   | 1   | 1       | 0      | 2      |
| 3      | Stati Uniti   | 1   | 0       | 1      | 2      |
| 4      | Svizzera      | 1   | 0       | 0      | 1      |
| 4      | Italia        | 1   | 0       | 0      | 1      |
| 4      | Norvegia      | 1   | 0       | 0      | 1      |
| 7      | Germania      | 0   | 2       | 2      | 4      |
| 8      | Paesi Bassi   | 0   | 1       | 0      | 1      |
| 8      | Danimarca     | 0   | 1       | 0      | 1      |
| 9      | Nuova Zelanda | 0   | 0       | 1      | 1      |
| 9      | Canada        | 0   | 0       | 1      | 1      |
| 9      | Svezia        | 0   | 0       | 1      | 1      |
| Totale | Totale        | 6   | 6       | 7      | 19     |

## Sommario degli eventi
| Eventi                 | Oro                        | Tempo                      | Argento                  | Tempo   | Bronzo                                             | Tempo   |
| Uomini Elite           |                            |                            |                          |         |                                                    |         |
| Gara in linea dettagli | Thor Hushovd Norvegia      | 6h21'29" Media 40,877 km/h | Matti Breschel Danimarca | s.t.    | Allan Davis Australia                              | s.t.    |
| Cronometro dettagli    | Fabian Cancellara Svizzera | 58'09" Media 47,0 km/h     | David Millar Regno Unito | a 1'02" | Tony Martin Germania                               | a 1'12" |
| Uomini Under-23        |                            |                            |                          |         |                                                    |         |
| Gara in linea dettagli | Michael Matthews Australia | 4h01'23" Media 39,522 km/h | John Degenkolb Germania  | s.t.    | Taylor Phinney Stati Uniti Guillaume Boivin Canada | s.t.    |
| Cronometro dettagli    | Taylor Phinney Stati Uniti | 42'50"29 Media 44,259 km/h | Luke Durbridge Australia | a 1"90  | Marcel Kittel Germania                             | a 24"01 |
| Donne Elite            |                            |                            |                          |         |                                                    |         |
| Gara in linea dettagli | Giorgia Bronzini Italia    | 3h32'01" Media 35,997 km/h | Marianne Vos Paesi Bassi | s.t.    | Emma Johansson Svezia                              | s.t.    |
| Cronometro dettagli    | Emma Pooley Regno Unito    | 32'48"44 Media 41,697 km/h | Judith Arndt Germania    | a 15"17 | Linda Villumsen Nuova Zelanda                      | a 15"80 |